# Frühere Liang
Frühere Liang (前凉) war eine chinesische Dynastie während der Periode der Sechzehn Reiche. Die Königsfamilie der Früheren Liang stellte ursprünglich die Gouverneure der Jin-Dynastie im Gebiet Liang Zhou. Als die Westliche Jin-Dynastie im Jahre 317 unterging, bildeten sie einen de facto unabhängigen Staat, formal blieben jedoch alle Herrscher der Früheren Liang der Jin-Dynastie treu.
Je nach Zählweise wurde entweder das Jahr des Amtseintritts des ersten Früheren Liang-König Zhang Shi (张实) im Jahre 314 oder das Jahr 317 als der Anfang des Staates angesehen. Im Jahre 376 ging die Frühere Liang unter dem Ansturm der Früheren Qin unter.
Die Früheren Liang hatten den langlebigsten Staat unter den sechzehn Königreichen und auch einen der stabilsten. Während Nord- und Zentralchina in dieser Zeit durch Krieg, Zerstörung und schnell abwechselnde Herrscher und Regierungen geprägt waren, war das Gebiet der Früheren Liang weitestgehend friedlich. Durch geschickte außenpolitische Manöver konnte die Frühere Liang sogar ihr Gebiet nach Westen weiterausdehnen. In seiner größten Ausdehnung erstreckte es sich über Teile der heutigen chinesischen Provinzen Shaanxi, Gansu, Ningxia, Qinghai und Xinjiang.

## Beginn des Staates
Der Staat der Früheren Liang hat an sich nie seine Unabhängigkeit deklariert. Formal war das Territorium stets ein Gebiet gewesen, das loyal zur Jin-Dynastie stand. Die Herrscher der Früheren Liang (außer Zhang Zuo, der sich König nannte) bezeichneten sich stets als Gouverneure und Grafen von Liang, alles Titel, die sie von den Jin-Kaisern verliehen bekamen. Nach dem Untergang der Westlichen Jin-Dynastie bestand jedoch zwischen dem Gebiet der Liang und der Östlichen Jin-Dynastie kaum noch Kontakt, so dass die Herrscher der Früheren Liang de facto selbstständig waren. Aus diesem Grund besteht von jeher Uneinigkeit darüber, welches Datum als Beginn der Früheren Liang anzusehen ist. Normalerweise wird das Jahr des Untergangs der Westlichen Jin-Dynastie (317) als Beginn des selbständigen Staates angesehen. Manche Historiker jedoch sehen bereits das Jahr der Amtseinführung des ersten selbständigen Liang-Herrschers Zhang Shi (314) als das Beginn des Staates. Einige sehen sogar den Vorgänger von Zhang Shi, seinen Vater Zhang Gui (张轨) als einen de facto selbständigen Herrscher an.
Liang (凉) ist der antike Name des heutigen westlichen Gebiets von China, es entspricht in etwa das heutige Provinz Gansu. 301, mitten in den Wirren der acht Könige wurde Zhang Gui zum Gouverneur von Liang ernannt. Das Gebiet befand sich am unwirtlichen Rand von China und wurde dadurch von diesen Wirren verschont. Zhang Gui nahm an den Machtkämpfen in der Zentralregierung nicht teil, stattdessen versuchte er alles, um die Wirren aus seinem Regierungsgebiet fernzuhalten. Ausgerechnet das unscheinbare Randgebiet erlebte durch seine weise Regierung eine relative Ruhe. Viele Menschen flohen nach Liang. Zhang Gui war offenbar auch innenpolitisch sehr geschickt, so dass in seinem Gebiet durch den Zustrom der Flüchtlinge offenbar keine Spannungen entstanden, wie es in Sichuan der Fall war (siehe dazu Cheng-Han). Stattdessen erlebte Liang ein Aufblühen der Kultur und Wirtschaft.
314 starb Zhang Gui, zu dieser Zeit war die zentrale Jin-Regierung praktisch nicht mehr existent. Zhang Guis Sohn Zhang Shi übernahm das Gouvernment von Liang. Formal wurde Zhang Shis Einsetzung vom Jin-Kaiser genehmigt, tatsächlich wurde zu dieser Zeit die Jin-Hauptstadt bereits von den Hunnen belagert und der Fall von Jin war nur noch eine Frage der Zeit. Vom Jin-Kaiser erhielt Zhang Shi (wie sein Vater) ferner den Titel eines Grafen (侯). Zhang Shi setzte die Politik seines Vaters fort und stabilisierte weiterhin das Gebiet der Früheren Liang.
317 fiel der letzte Westliche Jin-Kaiser. Im heutigen Nanjing wurde die Östliche Jin-Dynastie errichtet. Zhang Shi beteuerte seine Loyalität zum Jin-Kaiser und nannte sich weiterhin einen Untertan von Nanjing. Jedoch lagen über tausend Kilometer feindliches Land zwischen Nanjing und seiner Hauptstadt (im heutigen Gansu), so dass zwischen den beiden Gebieten nur eine sporadische Kommunikation möglich war.

## Entwicklung
Juli 320 starb Zhang Shi eines gewaltsamen Todes durch Leute seiner eigenen Garde. Die Mörder gehörten einer daoistischen Sekte an, die zu dieser Zeit in Westchina starken Zulauf erfuhr. Zhang Shi fürchtete, wahrscheinlich zu Recht, dass die Sekte Oberhand gewinnen könnte (der Aufstand der Gelben Turbane, der zum Untergang der Östlichen Han-Dynastie führte, lag noch nicht so lang zurück), deswegen ließ Zhang den Anführer der Sekte verhaften und töten. Jedoch wusste er nicht, dass einige seiner Gardesoldaten Anhänger der Sekte waren, und fiel so deren Rache zum Opfer.
Da Zhang Shis Sohn zu dieser Zeit noch ein Kind war, übernahm sein Bruder Zhang Mao (张茂) die Regierung. Zhang Mao regierte fünf Jahre und konnte während dieser Zeit erfolgreich die Angriffe der Früheren Zhao (d. h. der Hunnen) abwehren. Nach seinem Tod übernahm Zhang Shis Sohn Zhang Jun (张骏) die Regierung.
Wie Zhang Mao hatte auch Zhang Jun das Problem, dass Liang stets von seinen Nachbarstaaten bedroht wurde. Zhang Jun benutzte eine Beschwichtigungspolitik, um den Drohungen von Früheren Zhao, Späteren Zhao und Cheng-Han zu begegnen. Er übernahm Titel, die ihm die Nachbarstaaten verliehen, schickte Gesandte zu den Höfen der Nachbarstaaten um seine Treue zu versichern und machte Geschenke. Innenpolitisch ließ Zhang Jun die Strafmaßnahmen abmildern. Er selbst war auch sehr tolerant; so konnten seine Untergebenen ihm ihre Meinung oft direkt sagen, ohne befürchten zu müssen, bestraft zu werden. Zhang Jun erhielt somit sehr viel Zuspruch von seinen Untertanen. Obwohl er seinen Untergebenen verbot, ihn als König zu behandeln, sahen und behandelten ihn die meisten seiner Untertanen als König. Er nutzte auch die Gelegenheit der Ruhe im Osten, um nach Westen zu expandieren und einige Gebiete im heutigen Xinjiang erobern.
346 starb Zhang Jun eines natürlichen Todes, sein zweiter Sohn und designierter Nachfolger Zhang Zhonghua (张重华) übernahm die Regierung. Zhang Zhonghua musste sich vor allem ständig gegen den König der späteren Zhao, den Hunnen Shi Hu (石虎) verteidigen, der wiederholt aus dem Osten einfiel. Mit Hilfe seines talentierten Generals Xie Ai (谢艾) konnte er die Einfälle jedoch stets erfolgreich abwehren. Zhang Zhonghua war der erste Herrscher der Früheren Liang, der offiziell die Forderung an dem Jin-Kaiser erhob, zum König erhoben zu werden. Diese Forderung wurde jedoch mit dem Hinweis abgelehnt, dass Königstitel bei dem Jin-Hof nur an Mitglieder der Kaiserfamilie verliehen würden.

## Innere Unruhe und Untergang
Zhang Zhonghua starb im Jahre 353 27-jährig. Sein Sohn und designierter Nachfolger Zhang Yaoling (张曜靈) war nur 10 Jahre alt. Er wurde schnell von seinem Onkel Zhang Zuo (张祚) ersetzt und bald darauf ermordet. Zhang Zuo war zweifelsohne machthungrig, doch er konnte nicht mit seinen Untergebenen umgehen. Immer wenn jemand eine andere Meinung vertrat als er, wurde derjenige gepeinigt oder getötet, so verspielte er schnell das Vertrauen seiner Leute. Er hegte auch ernsthaft Gedanken, sich selbst zum Kaiser zu erheben. Nur der damalige militärische Erfolg der Jin-Armee hielt ihn davon ab. Vor allem bezweifelte er die Loyalität seiner Generäle, die an den Grenzen stationiert waren und versuchte, diese durch Auftragsmord zu beseitigen, was nur dazu führte, dass einer dieser Generäle offen rebellierte und es zum Bürgerkrieg kam. Die Armee von Zhang Zuo wurde geschlagen. Seine Untergebenen nutzten die Gelegenheit (auch um sich nicht selbst auf die Verliererseite zu stellen), rebellierten offen in der Hauptstadt und töteten Zhang Zuo. Zhang Zhonghuas jüngerer Sohn Zhang Xuanjing (张玄靓) wurde zum Herrscher ausgerufen, Zhang Zuo wurde öffentlich zum Usurpator deklariert.
Zhang Xuanjing war lediglich sechs Jahre alt, als er zum Herrscher erklärt wurde. Die tatsächliche Macht des Staates lag in den Händen seiner Generäle. Das Staatsgefüge der Liang war zu dieser Zeit bereits durch die Wirren in der Herrscherfamilie und durch den Bürgerkrieg destabilisiert. Es brachen in mehreren Teilen des Staates Rebellionen aus. Aber auch die herrschenden Generäle waren untereinander in Machtkämpfe verwickelt. Während der Zeit von Zhang Xuanjing starben drei dieser Generäle durch Mord oder Umstürze. Dies destabilisierte den Staat weiter.
363 ermordete der machthabende General – ein Onkel Zhang Xuanjings, Zhang Tianxi (張天錫) – den 14-jährigen Herrscher und machte sich selbst zum Herrscher von Liang. 350 wurde die Frühere-Qin-Dynastie in Chang’an gegründet und 357 wurde Fu Jian (符坚) der Kaiser der Früheren Qin. Fu Jians Expansionspolitik bedrohte bald auch die Früheren Liang. Die jährlichen Angriffe der Früheren Qin belastete den Staat zusätzlich, und schließlich entschloss sich Zhang Tianxi zu einer Entscheidungsschlacht, bei der er unterlag. Die Unruhe im eigenen Land raubte ihm jede Rückzugsmöglichkeit, so dass er kapitulieren musste.

## Herrscher der Früheren Liang
Über die Anzahl der Herrscher von Früheren Liang gibt es unterschiedlichem Ansicht, da der Beginn des Staates nicht eindeutig ist.
| Ehrenname1         | Name2                   | Tempelname3     | Regierungszeit | Anmerkungen |
| ------------------ | ----------------------- | --------------- | -------------- | --- |
| König Min (明王)   | Zhang Shi (张实)        | Ahne Gao (高祖) | 314–320        | 301 wurde Zhang Gui zum Gouverneur von Liang ernannt. Zhang Shi übernahm im Jahre 314 die Regierung nach dem Tod seines Vaters. Nach dem Untergang der Westlichen Jin im Jahre 317 wurde er de facto unabhängig. Bei manchen Zählweisen wird er noch nicht zum Herrscher von Liang gerechnet |
| König Cheng (成王) | Zhang Mao (张茂)        | Ahne Tai (太宗) | 320–324        | Bruder von Zhang Shi, übernahm die Regierung da dessen Sohn noch jung war |
| König Wen (文王)   | Zhang Jun (张骏)        | Ahne Shi (世祖) | 324-346        | Sohn von Zhang Shi. |
| König Huan (桓王)  | Zhang Zhonghua (张重华) |                 | 346–354        | Sohn von Zhang Jun. |
| König Ai (哀王)    | Zhang Yaoling (張曜靈)  |                 | 354            | Sohn von Zhang Zhonghua, regierte 3 Monate und wurde ermordet. |
| König Wei (威王)   | Zhang Zuo (张祚)        |                 | 354–355        | Bruder von Zhang Zhonghua, wurde später von seinen Untergebenen ermordet. |
| König Chong (冲王) | Zhang Xuanjing (张玄靓) |                 | 355–363        | Sohn von Zhang Zhonghua, wurde später ermordet. |
|                    | Zhang Tianxi (張天錫)   |                 | 363–376        | Sohn von Zhang Jun, kapitulierte an Frühere Qin. |

1. Der Ehrenname ist der Name des Herrschers, den er nach seinem Tod zur Ehrung erhalten hat. Das ist auch der geläufige Name des Herrschers, den die meisten Chinesen kennen.
2. Der richtige Name (sozusagen der bürgerliche Name) des Herrschers. Diesen Namen kennt man relativ selten. Nach chinesischer Tradition steht hier der Familienname an der ersten Stelle, gefolgt vom Vornamen.
3. Der Tempelname wird einem Kaiser posthum verliehen, wenn er als Ahne im kaiserlichen Ahnentempel aufgestellt wird. Nicht alle Frühere-Liang-Herrscher haben einen Tempelnamen.